# Ólafur Ragnar Grímsson
Ólafur Ragnar Grímsson [ˈou:lavʏr ˈraknar ˈkrimsɔn], född 14 maj 1943 i Ísafjörður, är en isländsk politiker och statsvetare som var Islands president 1996–2016. Han blev omvald 2000, 2004, 2008 och 2012.

## Akademisk bakgrund och tidig politisk karriär
Ólafur tog studentexamen i Reykjavik 1962. Han studerade därefter vid University of Manchester, där han 1965 tog en bachelorexamen i statsvetenskap och 1970 en doktorsexamen (Ph.D.) i samma ämne. Han återvände hem och blev lektor i statsvetenskap vid Islands universitet, där han 1973 blev professor i statsvetenskap.
Hans politiska verksamhet inleddes när han 1966 gick med i det liberala partiet Framsóknarflokkurinns (Framstegspartiet) ungdomsförbund. Från 1974 var han istället aktiv i det socialliberala Samtök frjálslyndra og vinstrimanna ("Sammanslutningen av liberala och vänsterorienterade") för att senare gå över till det vänsterorienterade partiet Alþýðubandalagið ("Allmogeförbundet"). Han var redaktör för Alþýðubandalagiðs partidning 1983–1985 och ordförande för Alþýðubandalagið från 1987 till 1995.
Ólafur var ledamot av isländska alltinget från 1978–1983 och 1991–1996. Under perioden 1988–1991 var han Islands finansminister.
I början av 1970-talet blev Ólafur känd som programledare i isländsk TV för debattprogram som ofta tog upp kontroversiella frågor.

## President

Serafimerorden vapen.

I presidentvalet 1996 valdes Ólafur med 41,4 % av rösterna.
Han är den förste av Islands presidenter som har använt sig av den vetorätt mot Alltingets beslut, som landets grundlag i dess 26:e artikel medger presidentämbetet. Det skedde 2 juni 2004 mot ett förslag om en ny massmedielag som inte hade nämnvärt stöd hos befolkningen. Genom att Ólafur lade in sitt veto skulle en folkomröstning ha behövt hållas för att lagen skulle träda i kraft. Regeringen valde då att istället dra tillbaka förslaget.
Han blev 2007 år mottagare av Jawaharlal Nehrus Pris.
Den 5 januari 2010 meddelade Ólafur i ett tv-sänt tal att han åter lade in sitt veto. Denna gång mot det så kallade Icesave-avtalet som gällde hur Island skulle ersätta de över 5 miljarder dollar (cirka 36 miljarder svenska kronor) som regeringarna i Storbritannien respektive Nederländerna betalat till spararna när isländska banker kollapsade i Finanskrisen 2008, ett förslag som ogillades starkt av befolkningen.
I 2012 års val den 30 juni, erhöll han 52,78% av rösterna och blev därmed vald för sin femte presidentperiod. Han ställde inte upp för omval 2016.

### Miljöengagemang
Ólafur har på senare år visat ett stort intresse i miljöfrågor. Han har utnämnt finanskrisen, behovet av förnybar energi och klimatförändringen som tre av de mest pressande problemen idag; han hävdar att de är sammanlänkade och att det ena inte går att lösa utan att ta tag i det andra. Han uppmuntrar användandet av geotermisk energi, en förnybar och ekonomiskt försvarbar och pålitlig energikälla som används till stor utsträckning på Island.
Den 15 april 2013 kungjorde Ólafur sammanställningen av the Arctic Circle, en organisation vars syfte är att skapa en dialog mellan politiska makthavare, företagsledare, miljöexperter, forskare, ursprungsbefolkningar och andra intressenter, angående problemen Arktis står inför som ett resultat av klimatförändring och smältande havsisar.